# Adriaan de Grande
Adriaan de Grande (Gouda, 19 februari 1682 - 9 augustus 1763) was een Noord-Nederlandse jurist. Hij was van 1705-1726 secretaris van Gouda en van 1754 tot 1763 president van de Hoge Raad.

## Leven en werk
De Grande was een zoon van de Goudse regent en burgemeester Matthijs de Grande en Sibilla Verswaen. Hij studeerde rechten aan de Universiteit Leiden. Na het behalen van zijn doctorsbul op 4 mei 1703 werd hij op 15 mei 1703 toegelaten als advocaat van het Hof van Holland. De Grande vestigde zich in zijn geboorteplaats Gouda. Hij was van 1705 tot 1726 secretaris van deze stad. Zijn vader behoorde tot de invloedrijke factie rond de persoon van Bruno van der Dussen. Toen diens politieke rol in Gouda was uitgespeeld en de macht was overgenomen door de factie rond de personen van Huijbert van Eijck en Willem van den Kerckhoven jr. werd "het carrière-perspectief voor De Grande in Gouda tamelijk ongunstig". Dat was de reden waarom hij in 1726 besloot om zijn loopbaan buiten Gouda voort te zetten. Hij werd in november van dat jaar benoemd tot raadsheer bij de Hoge Raad. Op 15 november 1754 werd hij beëdigd tot president van de Hoge Raad van Holland, Zeeland en West-Friesland in Den Haag. Hij zou deze functie vervullen tot zijn overlijden in 1763. Hij werd 81 jaar. De Grande werd op 15 augustus 1763 begraven in de Sint-Janskerk te Gouda. 
De Grande trouwde op 1 februari 1707 te Gouda met Eva Maria Casteleijn, dochter van de predikant Jacob Casteleijn en Eva de Meij.